# Frank Bainimarama
Josaia Voreqe (Frank) Bainimarama, född den 27 april 1954, är Fijiöarnas överbefälhavare och sedan april 2009 ledare för den militärjunta som 2006 tog makten över öriket i en statskupp.
Bainimarama är även officersbroder inom Brittiska Johanniterorden.